# ۶۲۰ (خورشیدی)
۶۲۰ ششصد و بیستمین سال هجری خورشیدی است.